# Joakim Sæther
Joakim Sæther  – norweski brydżysta.

## Wyniki brydżowe

### Zawody światowe
W zawodach światowych uzyskał następujące rezultaty.
| Mistrzostwa Świata. Konkurencja teamów | Mistrzostwa Świata. Konkurencja teamów | Mistrzostwa Świata. Konkurencja teamów     | Mistrzostwa Świata. Konkurencja teamów | Mistrzostwa Świata. Konkurencja teamów | Mistrzostwa Świata. Konkurencja teamów |
| Rok                                    | Miejsce                                | Zawody                                     | Kategoria                              | Drużyna                                | Pozycja                                |
| -------------------------------------- | -------------------------------------- | ------------------------------------------ | -------------------------------------- | -------------------------------------- | -------------------------------------- |
| 2014                                   | Stambuł                                | 15. Drużynowe Mistrzostwa Świata Młodzieży | Młodzież Szkolna                       | Norway                                 | 3                                      |
| 2012                                   | Taicang                                | 14. Drużynowe Mistrzostwa Świata Młodzieży | Młodzież Szkolna                       | Norway                                 | 13                                     |

### Zawody europejskie
W europejskich zawodach zdobył następujące lokaty:
| Zawody europejskie. Konkurencja teamów | Zawody europejskie. Konkurencja teamów | Zawody europejskie. Konkurencja teamów    | Zawody europejskie. Konkurencja teamów | Zawody europejskie. Konkurencja teamów | Zawody europejskie. Konkurencja teamów |
| Rok                                    | Miejsce                                | Zawody                                    | Kategoria                              | Drużyna                                | Pozycja                                |
| -------------------------------------- | -------------------------------------- | ----------------------------------------- | -------------------------------------- | -------------------------------------- | -------------------------------------- |
| 2013                                   | Wrocław                                | 24. Młodzieżowe Mistrzostwa Europy Teamów | Młodzież Szkolna                       | Norway                                 | 8                                      |